# PSM Vóley
PSM Vóley es un equipo de voleibol perteneciente la ciudad de Puerto General San Martín, en la Santa Fe, Argentina. Su equipo masculino participa en la Liga A1 de Vóley Argentino, máxima categoría de la Asociación de Clubes Liga Argentina de Voleibol.
El equipo ha logrado el campeonato de la segunda división nacional en 2009, título que le valió el ascenso a la máxima división. Además había sido subcampeón en las dos ediciones anteriores a esa, en 2007 y 2008.

## Historia

### Comienzos en el ascenso
PSM Vóley empezó a jugar torneos nacionales en la temporada 2006-07. Entre el 15 y 16 de octubre de 2006, pasó sin apremios la clasificación hacia la Liga A2, obteniendo victorias frente a Gimnasia y Esgrima de Santa Fe y Americano Mutual y Social de Carlos Pellegrini, siendo dirigidos por Omar Delgado.[cita requerida] Así comenzó a jugar la fase regular de la segunda división, la «Copa Argentina de Clubes A2», y con el nombre de Municipalidad Puerto General San Martín compartió una zona con Asociación Atlética Universitario de Deportes de Entre Ríos, Regatas Resistencia del Chaco y Americano de Carlos Pellegrini, con quien había compartido el torneo clasificatorio. La fase regular la terminó primero, con once triunfos y una derrota. En el primer cruce de play-offs se emparejó con Ciclista Olímpico de La Banda en serie al mejor de cinco. Los dos primeros encuentros fueron en cancha de PSM, donde ganó 3 a 1 y 3 a 1, y como visitante ganó 3 a 0 y cerró la serie. En semifinales jugó ante Instituto Carlos Pellegrini de Tucumán, con desventaja de cancha. Arrancó jugando de visitante y perdió 3 a 1 y 3 a 0 y viajó a su cancha en desventaja de 2 a 0. Como local ganó los dos partidos (3 a 0 y 3 a 2) y en Tucumán definió la serie ganando 3 a 2 y accedió a la final. La final fue ante GEBA, invicto en la competición, con Hugo Conte jugando su última temporada y dirigidos por Waldo Kantor. GEBA Arrancó con ventaja de cancha, y venció en el primer partido 3 a 1 y en el segundo juego 3 a 1. El tercer juego debió ser en cancha de PSM, pero por la humedad se postergó varios días, incluso con la posibilidad de disputarse en San Nicolás de los Arroyos, sin embargo se disputó en el estadio de PSM, donde GEBA ganó el tercer juego y se proclamó campeón. Como subcampeón disputó un repechaje ante el penúltimo de la máxima división, Obras de San Juan, para poder ascender. En el primer partido cayó como visitante 3 a 1 y como local nuevamente perdió (2 a 3) y no logró el ascenso.
En la temporada 2007-2008 volvió a disputar la segunda categoría del vóley nacional y dirigido por Omar Delgado. Esta vez integró la zona B junto con Mendoza de Regatas, Atenas de Río Cuarto, Americano de Carlos Pellegrini, Gimnasia y Esgrima de Santa Fe, Rowing de Paraná y la Selección Argentina Menor. Puerto San Martín llegó a la final, donde perdió la serie con Ciclista Olímpico por 3 partidos a 1. Luego disputó un repechaje por el segundo ascenso, nuevamente ante Obras de San Juan, en el cual arrancó perdiendo en San Juan 3 a 1, luego ganó como local 3 a 2 y en el partido definitivo, como visitante, perdió 3 a 0 y no logró el ascenso.
En su tercera temporada consecutiva en el vóley nacional, la 2008-2009, fue nuevamente dirigido por Omar Delgado e integró la zona sur junto con la Selección Argentina de Menores, River Plate, Paraná Rowing Club, Chovet Amigos de General López (Santa Fe), Pescadores de Gualeguaychú y Dirección de Deportes de Azul. Ganó su grupo con once victorias y una derrota, como local ante Azul. Luego, en los playoffs fue emparejado ante el cuarto de la zona norte, Regatas Corrientes, para los cuartos de final, al cual venció en tres partidos 3 a 0, 3 a 1 y 3 a 0. En semifinales se enfrentó a Carlos Pellegrini, el segundo de la zona norte, y lo venció 3 a 0, 3 a 2 y 3 a 1, eliminándolo en tres encuentros. La final fue ante Villa María Vóley, el mejor de la zona norte, y lo derrotó en tres partidos (3 a 0, 3 a 0 y 3 a 1) y logró su primer título en la divisional y además el ascenso.

### Temporadas en primera división
En su primera temporada en la Liga A1, la temporada 2009-2010, el equipo fue dirigido nuevamente por Omar Delgado. En pretemporada se enfrentó a la Universidad de California (UCLA) en el Club Atlético Fisherton de Rosario y venció 3 a 2, y luego a Rosario Sonder, en el complejo Belgrano Centro, de Rosario, y venció 3 a 2. La temporada arrancó con la Copa ACLAV 2009 donde integró una zona con Chubut Volley, La Unión de Formosa y Tigre Vóley. El primer partido fue con victoria ante el equipo chubutense 3 a 0, luego fue caída ante el conjunto formoseño 3 a 1 y el último partido fue derrota ante Tigre (3 a 2) y quedó eliminado. En la temporada de la liga el equipo quedó penúltimo y disputó junto con el último, Instituto Carlos Pellegrini de Tucumán, un play-out por la permanencia. La serie arrancó con PSM como local y se repartieron un partido cada uno, el primero lo ganó el local 3 a 1 y el segundo la visita 3 a 0. PSM viajó a Tucumán con un nuevo entrenador, Juan Manuel Serramalera, ya que Omar Delgado dejó su cargo por cuestiones personales, y allí ganó los dos partidos que jugó y mantuvo la divisional.
En la temporada 2010-2011 el equipo fue conducido por Ariel García y Sebastián Carotti fue el asistente. La temporada arrancó con la Copa ACLAV 2010, donde integró una zona con UPCN Vóley y con SOS Villa María y la primera ronda constó de tres fines de semanas donde se enfrentaron los equipos en las tres sedes de los equipos. El equipo no solo no ganó un partido en el torneo, sino que tampoco ganó un set. Tras la primera ronda de partidos el equipo no clasificó al Súper 8 de esa temporada al quedar fuera de los mejores ocho equipos, sin embargo mejoró su actuación de cara a la segunda ronda y quedó octavo en la tabla de posiciones producto de 8 victorias en 22 partidos y accedió a los play-offs por el campeonato. En cuartos de final fue emparejado con Buenos Aires Unidos, el mejor equipo de la temporada, y arrancó la serie visitando al conjunto marplatense. Los dos primeros encuentros, en el Estadio Once Unidos, fueron ganados por el local 3 a 1 ambos. El tercer partido fue en el Gimnasio Paraná y allí ganó el visitante 3 a 0 y PSM quedó eliminado en lo que fue su mejore actuación en la liga hasta ese momento.
Para su tercer temporada (2011-2012) en la máxima división el equipo contó con la dirección técnica de Ariel García nuevamente. El primer torneo que disputó fue la Copa ACLAV 2011 donde el equipo solo ganó un partido y quedó eliminado en la primera fase. En la liga 2011-12, al cabo de la octava fecha, García dejó la conducción del equipo por motivos de salud y fue reemplazado por Daniel Moine. El equipo había cosechado hasta ahí cinco victorias y tres derrotas. Bajo el mando de Moine, el equipo logró tres victorias y once derrotas y se ubicó octavo, entrando a los play-offs al desempatar con MSM Bella Vista por tener más partidos ganados. En cuartos de final se enfrentó al mejor de la fase regular, Drean Bolívar, y arrancó la serie en el Estadio República de Venezuela con victoria del local 3 a 0, mientras que el segundo juego en el mismo escenario lo ganó PSM 3 a 2 y la serie viajó al Gimnasio Paraná igualada a uno. En Puerto San Martín se repartieron victorias nuevamente, el tercer partido fue 3 a 2 para el equipo de Moine y el cuarto juego, donde si ganaba el local, avanzaba, lo ganó Bolívar 3 a 1 y forzó un quinto y definitorio partido en su estadio. El 18 de marzo Bolívar ganó 3 a 1 y eliminó a PSM del torneo como en la pasada temporada.
La cuarta temporada (2012-2013) del equipo en la élite comenzó con Ariel García retornando al puesto de entrenador principal del equipo. La primera competencia de esa temporada fue la Copa ACLAV 2012, donde integró una zona en el Estadio Nuestra Señora de Luján, en la ciudad de San Juan, junto con el local UPCN San Juan Vóley y con Sarmiento Santana, y tras perder con el local y ganarle al equipo chaqueño, PSM quedó eliminado. Luego, en la liga regular el equipo logró 8 victorias en 27 partidos y quedó séptimo, emparejado con Personal Bolívar. Arrancó la serie como visitante perdiendo los dos partidos 3 a 0, y como local volvió a caer 3 a 0 y quedó eliminado.
Para la temporada 2013-2014, quinta del equipo, hubo cambio de entrenador, Ariel García dejó su puesto y fue reemplazado por Matías Guidolín, exjugador del equipo principal. El primer torneo de la temporada fue la Copa ACLAV 2013, donde el equipo solo ganó dos partidos de seis y quedó eliminado en la primera ronda. Luego, en la liga A1 el equipo no logró buenos resultados, y con solo 6 victorias en 20 partidos quedó décimo, penúltimo, y fuera de los play-offs. Tras esa temporada, el equipo abandonó la máxima categoría.
Luego de un año sin competencia, PSM volvió a la élite del vóley nacional para la temporada 2015-2016 al presentar una nota que fue aprobada por todos los equipos de la ACLAV. El entrenador en esa temporada fue Matías Guidolín. El primer torneo jugado fue la Copa ACLAV 2015 donde integró un grupo con Personal Bolívar, UNTreF Vóley y Alianza Jesús María en el Estadio República de Venezuela. En la copa perdió ante el local y venció a los dos otros equipos, quedó segundo y eliminado de la copa. En su vuelta a la Liga A1 el equipo terminó octavo con 5 victorias en 20 partidos y fue emparejado con UPCN San Juan Vóley, el mejor de la temporada regular, de cara a los cuartos de final. Los cuartos fueron una serie al mejor de tres partidos, jugando primero en el Estadio Aldo Cantoni de San Juan, donde ganó 3 a 1 el local, y luego jugando en el Club Paraná, donde ganó UPCN 3 a 2 y así eliminó al equipo puertense. Tras esa eliminación el equipo accedió a la primera edición de la Copa Argentina donde integró una zona en el Estadio Cincuentenario de Formosa junto con el local, La Unión de Formosa y UNTreF Vóley. PSM no ganó partido alguno en ese triangular y quedó eliminado del último torneo que disputó.
En la temporada 2016-2017 PSM, dirigido por Matías Guidolín nuevamente, disputó su séptima Copa ACLAV integrando una zona junto con Personal Bolívar, Alianza Jesús María y UNTreF Vóley en cancha del primero mencionado y tan solo venció al equipo de Tres de Febrero, resultado que no le alcanzó para avanzar de fase. En la liga regular el equipo terminó último con solo tres victorias en veinte partidos. Esta última colocación le valió el pase a la Copa Argentina, donde disputó un triangular junto con UNTreF Vóley y con Deportivo Morón y tras no ganarle a ninguno de los dos terminó eliminado rápidamente del torneo.
La temporada 2017-2018 fue la tercera temporada consecutiva del equipo tras su retorno a primera y nuevamente estuvo Matías Guidolín como entrenador. En la Copa ACLAV 2017 el equipo integró en el República de Venezuela un triangular junto con el local Personal Bolívar y con Gigantes del Sur donde no ganó partido y quedó eliminado rápidamente del torneo. Luego, en la temporada regular, el equipo solo logró cuatro victorias en veinte partidos y quedó último. Clasificó a la repesca de la Copa Argentina donde integró un triangular junto con UNTreF Vóley, que fue local, y con River Plate, y tras vencer al organizador y caer ante el millonario, PSM avanzó de fase. La segunda ronda fue un triangular de semifinales en el Estadio Aldo Cantoni junto con el local, Obras de San Juan y con Libertad Burgi Vóley. Primero venció al local 3 a 2 y luego cayó ante Libertad por el mismo resultado (3 a 2), y como más tarde Obras venció a Libertad, se produjo un triple empate del cual salió favorecido el equipo sanjuanino, y con esto PSM terminó su temporada.

## Instalaciones
PSM Vóley hace las veces de local en el estadio del Club Paraná ubicado en la avenida Córdoba n.º 683, en Puerto General San Martín, y con capacidad para 1000 personas.
Sin embargo, la municipalidad de Puerto General San Martin, viene llevando a cabo la obra de construcción del Megaestadio para 5000 personas con tecnología y comodidades de nivel internacional, próximo a inaugurarse en diciembre de 2021.

## Datos del equipo
En torneos nacionales
- Temporadas en primera división: 8 (2009-10 a 2013-14 y desde la 2015-16)
  - Mejor puesto en la liga: 7.° fase regular, eliminado en cuartos de final (2012-13)
  - Peor puesto en la liga: último (2009-10, 2013-14, 2016-17 y 2017-18)
- Participaciones en Copa ACLAV: 8 (2009 a 2013 y desde 2015)

- Temporadas en segunda división: 3 (2006-07 a 2008-09)
  - Mejor puesto en la liga: campeón (2008-09)
  - Peor puesto en la liga: subcampeón (2006-07 y 2007-08)

## Plantel profesional y cuerpo técnico

### Cronología de entrenadores
- Omar Delgado, 2006-2010.
- Juan Manuel Serramalera, 2010.
- Ariel García, 2010-2011.
- Daniel Moine, 2011-2012.
- Ariel García, 2012-2013.
- Matías Guidolín, 2013-2014 y desde 2015.

## Palmarés
- Campeón de la Liga A2: 2009.[1]
- Subcampeón de la Liga A2: 2007[14] y 2008.[2]